# Linia kolejowa Lichnowy – Lipinka Gdańska
 Linia kolejowa Lichnowy – Lipinka Gdańska – linia wąskotorowa, należąca po 1945 do Gdańskich Kolei Dojazdowych (formalna nazwa od 1954). Łączyła stację Lipinka Gdańska ze stacją Lichnowy (stacja kolejowa).
Linia zbudowana przez cukrownię Nowy Staw: w 1893 powstał odcinek Nowy Staw – Lichnowy, a rok później Nowy Staw – Lipinka. 11 listopada 1897 linia została wykupiona przez spółkę ADKG, która do prowadzenia ruchu powołała spółkę NLK (Neuteich-Liessauer Kleinbahn). 15 sierpnia 1899 uruchomiono pociągi Lisewo – Nowy Staw. W 1902 kursowały 3 pary pociągów Nowy Staw – Malbork i 2 pary pociągów Nowy Staw – Lichnowy. 1 stycznia 1913 linia wraz z cała siecią NLK została przekazana przez ADKG do eksploatacji spółce Westpreussische Kleinbahnen AG. W 1914 linią kursowały tu 3 pary pociągów pasażerskich. 1 stycznia 1922 zawieszono ruch pasażerski na odcinku Nowy Staw – Lichnowy, a od 1923 do 1945 (z przerwami) ruch od Nowego Stawu do Lipinki odbywał się tylko kilka razy w tygodniu.
Po II wojnie światowej, w październiku 1945 otwarto ruch na odcinku Lipinka Gdańska – Nowy Staw, na którym do 1947 kursowały pociągi z Malborka Kałdowa do Nowego Dworu Gdańskiego. W 1946 wznowiono ruch na odcinku Lichnowy – Nowy Staw, którym (również do 1947) skierowano pociągi z Lisewa do Nowego Dworu Gdańskiego. W 1952 linią kursowała 1 para pociągów osobowych Lisewo – Kałdowo.
Ruch pociągów pasażerskich na linii Lipinka Gdańska – Nowy Staw zawieszono 1 stycznia 1993. Ruch pociągów towarowych ustał w końcu 1996.